# Biserica romano-catolică Îngerul Păzitor din Fântânele
Biserica romano-catolică Îngerul Păzitor din Fântânele este un monument istoric aflat pe teritoriul satului Fântânele, comuna Fântânele. În Repertoriul Arheologic Național, monumentul apare cu codul 9299.01.